# Luke Mbete
Luke Mbete, né le 18 septembre 2003 à Londres en Angleterre, est un footballeur anglais qui évolue au poste de défenseur central à Northampton Town en prêt de Manchester City.

## Biographie

### En club
Né à Londres en Angleterre, Luke Mbete est formé par le Brentford FC avant de poursuivre sa formation à Manchester City, qu'il rejoint en 2016. Il est titularisé en novembre 2020 lors de la finale de la FA Youth Cup contre les jeunes du Chelsea FC, remportée par son équipe sur le score de trois buts à deux.
Le 21 septembre 2021, Luke Mbete joue son premier match en professionnel lors d'une rencontre de coupe de la Ligue anglaise face au Wycome Wanderers FC. Il est titularisé lors de cette rencontre remportée par son équipe sur le score large de six buts à zéro,.
Il joue son premier match de Ligue des champions le 9 mars 2022 face au Sporting CP (0-0 score final).
Le 24 juin 2022, Luke Mbete signe un nouveau contrat avec Manchester City. Il est alors lié avec le club mancunien jusqu'en juin 2027.
Le 1er septembre 2022, Luke Mbete est prêté pour une saison à Huddersfield Town.
Le 31 janvier 2023, il est prêté à Bolton Wanderers.
Le 26 août 2023, Luke Mbete est de nouveau prêté mais cette fois-ci aux Pays-Bas, au FC Den Bosch pour une saison.
Le 12 août 2024, Luke Mbete rejoint Northampton Town sous la forme d'un prêt d'une saison.

### En sélection
Originaire de République démocratique du Congo, Luke Mbete représente l'Angleterre avec les équipes de jeunes. Il joue notamment trois matchs en 2018 avec les moins de 16 ans.
Il joue avec les moins de 19 ans depuis septembre 2021, et un match remportée face à l'Italie (2-0).

## Statistiques
| Saison                | Club                     | Championnat           | Championnat | Championnat | Championnat | Coupe nationale | Coupe nationale | Coupe nationale | Coupe de la Ligue | Coupe de la Ligue | Coupe de la Ligue | Supercoupe | Supercoupe | Supercoupe | Compétition(s) continentale(s) | Compétition(s) continentale(s) | Compétition(s) continentale(s) | Compétition(s) continentale(s) | Total | Total | Total |
| Saison                | Club                     | Division              | M.          | B.          | P.d.        | M.              | B.              | P.d.            | M.                | B.                | P.d.              | M.         | B.         | P.d.       | Comp.                          | M.                             | B.                             | P.d.                           | M.    | B.    | P.d.  |
| 2021-2022             | Manchester City          | Premier League        | -           | -           | -           | 1               | 0               | 0               | 1                 | 0                 | 1                 | -          | -          | -          | C1                             | 1                              | 0                              | 0                              | 3     | 0     | 1     |
| Sous-total            | Sous-total               | Sous-total            | 0           | 0           | 0           | 1               | 0               | 0               | 1                 | 0                 | 1                 | 0          | 0          | 0          | -                              | 1                              | 0                              | 0                              | 3     | 0     | 1     |
| 2022-2023             | Huddersfield Town (prêt) | Championship          | 6           | 0           | 0           | -               | -               | -               | -                 | -                 | -                 | -          | -          | -          | -                              | -                              | -                              | -                              | 6     | 0     | 0     |
| Sous-total            | Sous-total               | Sous-total            | 6           | 0           | -           | 0               | 0               | 0               | 0                 | 0                 | 0                 | 0          | 0          | 0          | -                              | 0                              | 0                              | 0                              | 6     | 0     | 0     |
| Total sur la carrière | Total sur la carrière    | Total sur la carrière | 6           | 0           | 0           | 1               | 0               | 0               | 1                 | 0                 | 1                 | 0          | 0          | 0          | -                              | 1                              | 0                              | 0                              | 9     | 0     | 1     |